# Anisozyga bifuscata
Anisozyga bifuscata là một loài bướm đêm trong họ Geometridae.